# Gangsteri și filantropi

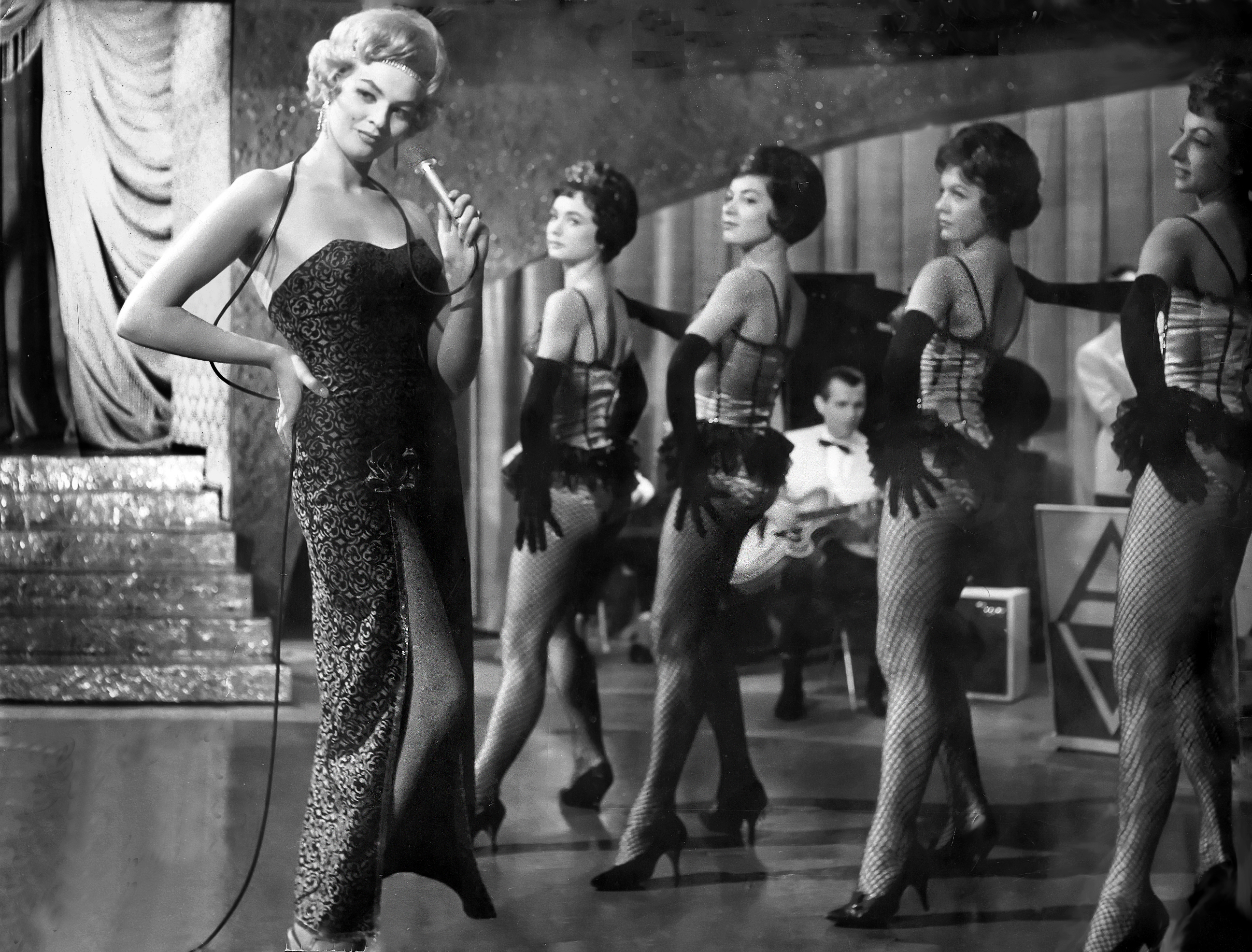
Scenă din film cu Barbara Modelska

Gangsteri și filantropi (titlul original: în poloneză Gangsterzy i filantropi) este un film de comedie polițistă polonez, realizat în 1963 de regizorii Jerzy Hoffman și Edward Skórzewski, fiind debutul în lungmetraj al lor, care până atunci au filmat doar documentare. Comedia constă din două povești separate (prima parte: Profesorul, a doua: Alcoolmetrul), conectate printr-o poveste comună.
Protagoniștii filmului sunt actorii Gustaw Holoubek, Wojciech Rajewski, Gustaw Lutkiewicz și Mirosław Majchrowski. 

## Rezumat
În instanța de la Varșovia s-au judecat două cauze: cel al „Profesorului”, un șef de bandă elegant a cărui lovitură a mers prost și cel al lui Anastasy Kowalski, un chimist modest demis pentru abatere profesională și căruia o neînțelegere l-a făcut să descopere beneficiile de a primi mită. 
Grupul de gangsteri condus de „Profesor”, care își datorează porecla eleganței și inteligenței extraordinare și care a conceput un plan genial de a jefui o dubă care transporta bani la bancă. Acesta a elaborat detaliile pe machete mobile, grupul și-a repetat în mod consecvent sarcinile și fiecare dintre membrii săi avea pregătit un alibi „beton”. Totul decurge perfect însă problemele apar doar în timpul fugii cu prada, dar „Profesorul” este pregătit pentru orice alternativă. Când se pare că întreaga acțiune va fi încununată de succes, se dovedește brusc că din mașina de rezervă care stă într-o parcare păzită, cineva i-a furat roțile...
Inculpatul din cel de-al doilea dosar este Anastazy Kowalski, devenit infractor involuntar. Fiind lucrător într-un laborator de chimie, este concediat pentru un accident provocat la locul de muncă. Abătut intră într-un bar, unde pune accidental un alcoolmetru într-un pahar de vodcă.  Personalul, crezând că Kowalski este controlor, și-a schimbat imediat atitudinea față de clienți, eroul a găsit o bancnotă de 500 de zloți în ziarul său. Surprins la început, a ajuns rapid la concluzia că această manevră se poate repeta și în alte locații. Bucătarii restaurantelor i-au dat „atenții” sume de bani din ce în ce mai mari. Într-o zi, când a început din nou inspecția de rutină, a fost surprins să vadă că un controlor adevărat face același lucru la masa de de alături...

## Distribuție
Profesorul
- Gustaw Holoubek – „profesorul”
- Jacek Hahn – un frate „siamez”
- Janusz Hahn – celălalt frate „siamez”
- Gustaw Lutkiewicz – „Śruba” – șoferul de taxi
- Mirosław Majchrowski – „Parmezan”
- Wojciech Rajewski – „Łysy”
- Roman Kłosowski – conducătorul auto
- Zdzisław Leśniak – jurnalistul radio
- Marian Łącz – milițianul
- Kazimierz Opaliński – judecătorul pensionar
- Danuta Wodyńska – menajera judecătorului
- Karolina Borchardt – soția lui "Łysy"
- Janusz Koryzma – un bărbat în sala de judecată (nemenționat)
- Janusz Nasfeter – procurorul

Alcoolmetrul
- Wiesław Michnikowski – Anastazy Kowalski
- Hanka Bielicka – soția lui Kowalski
- Magdalena Celówna – Hanka, fiica familiei Kowalski
- Barbara Modelska – cântăreața urmărită de Kowalski
- Mieczysław Pawlikowski – șeful de restaurant
- Jerzy Bielenia – șeful restaurantului „Atlantyda”
- Jerzy Dukaj – chelnerul
- Stanisław Gawlik – judecătorul
- Michał Gazda – un chelner
- Marian Jonkajtys – medicul
- Marian Kociniak – un client
- Bohdan Krzywicki – un client
- Jan Mayzel – iubitul lui Hanka
- Józef Para – director adjunct al „Elitarna”
- Adam Perzyk – un chelner
- Irena Laskowska – șefa de sediu
- Ryszard Pietruski – bucătarul restaurantului
- Zofia Czerwińska – bufetiera
- Stanisław Bareja – clientul cu un deget
- Wacław Jankowski – un chelner
- Zygmunt Wiaderny